# Przemysław Wiater
Przemysław Piotr Wiater (ur. 26 grudnia 1958 we Wrocławiu, zm. 17 listopada 2020 w Jeleniej Górze) – polski historyk sztuki i muzealnik (kustosz dyplomowany), doktor nauk humanistycznych, od lutego 2020 dyrektor Muzeum Karkonoskiego w Jeleniej Górze. Radny Rady Miasta Szklarska Poręba kilku kadencji. Wykładowca Wyższej Szkoły Menedżerskiej w Legnicy.
Wieloletni pracownik Domu Carla i Gerharta Hauptmannów w Szklarskiej Porębie. Autor kilkudziesięciu publikacji dotyczących historii Dolnego Śląska, zwłaszcza Karkonoszy i Gór Izerskich. Członek Kapituły (kanclerz) Sudeckiego Bractwa Walońskiego. Człowiek honorowy Gildii Przewodników Sudeckich im. Willa-Ericha Peuckerta oraz Towarzystwa Izerskiego. Pomysłodawca ścieżki edukacyjnej biegnącej przez miejsca związane dawniej i dziś z artystami w Szklarskiej Porębie.